# Польша на летних Олимпийских играх 2012
Польша на летних Олимпийских играх 2012 была представлена в девятнадцати видах спорта.

## Награды

### Золото
| Золото |                         |                                           |
| №      | Спортсмены              | Вид спорта (дисциплина)                   |
| 1      | Томаш Маевский          | Лёгкая атлетика (мужчины, толкание ядра)  |
| 2      | Эдвард Адриан Зелинский | Тяжёлая атлетика (мужчины, до 85 кг)      |
| 3      | Анита Влодарчик         | Лёгкая атлетика (женщины, метание молота) |

### Серебро
| Серебро |                 |                                                   |
| №       | Спортсмены      | Вид спорта (дисциплина)                           |
| 1       | Сыльвия Богацка | Стрельба (женщины, пневматическая винтовка, 10 м) |

### Бронза
| Бронза |                                   |                                                                    |
| №      | Спортсмены                        | Вид спорта (дисциплина)                                            |
| 1      | Магдалена Фуларчик Юля Михальская | Академическая гребля (женщины, парные двойки)                      |
| 2      | Бартломей Бонк                    | Тяжёлая атлетика (мужчины, до 105 кг)                              |
| 3      | Дамиан Яниковский                 | Греко-римская борьба (мужчины, до 84 кг)                           |
| 4      | Пшемыслав Мярчиньский             | Парусный спорт (мужчины, RS:X)                                     |
| 5      | Зофия Ноцети-Клепацкая            | Парусный спорт (женщины, RS:X)                                     |
| 6      | Каролина Ная Беата Миколайчик     | Гребля на байдарках и каноэ (женщины, байдарки-двойки, 500 метров) |
| 7      | Томаш Зелиньский                  | Тяжёлая атлетика (мужчины, до 94 кг)                               |

## Результаты соревнований

### Академическая гребля
В следующий раунд из каждого заезда проходили несколько лучших экипажей (в зависимости от дисциплины). В утешительный заезд попадали спортсмены, выбывшие в предварительном раунде. В финал A выходили 6 сильнейших экипажей, остальные разыгрывали места в утешительных финалах B-F.
Мужчины
| Соревнование         | Спортсмены                     | Предварительный заезд | Предварительный заезд | Предварительный заезд | Отборочный заезд | Отборочный заезд | Отборочный заезд | Четвертьфинал | Четвертьфинал | Четвертьфинал | Полуфинал     | Полуфинал     | Полуфинал     | Финал   | Финал   | Итоговое место |
| Соревнование         | Спортсмены                     | Заезд                 | Время                 | Место                 | Заезд            | Время            | Место            | Заезд         | Время         | Место         | Заезд         | Время         | Место         | Время   | Место   | Итоговое место |
| -------------------- | ------------------------------ | --------------------- | --------------------- | --------------------- | ---------------- | ---------------- | ---------------- | ------------- | ------------- | ------------- | ------------- | ------------- | ------------- | ------- | ------- | -------------- |
| одиночки             | Михал Слома                    | 5                     | 6:54,58               | 3 Q                   | Не участвовал    | Не участвовал    | Не участвовал    | 1             | 7:21,55       | 5             | Полуфинал C/D | Полуфинал C/D | Полуфинал C/D | Финал C | Финал C | 17             |
| одиночки             | Михал Слома                    | 5                     | 6:54,58               | 3 Q                   | Не участвовал    | Не участвовал    | Не участвовал    | 1             | 7:21,55       | 5             | 2             | 7:39,00       | 3             | 7:34,98 | 5       | 17             |
| двойки               | Войцех Гуторский Ярослав Годек | 1                     | 6:19,98               | 3 Q                   | не участвовали   | не участвовали   | не участвовали   | не проводится | не проводится | не проводится | 2             | 7:04,58       | 4             | Финал B | Финал B | 10             |
| двойки               | Войцех Гуторский Ярослав Годек | 1                     | 6:19,98               | 3 Q                   | не участвовали   | не участвовали   | не участвовали   | не проводится | не проводится | не проводится | 2             | 7:04,58       | 4             | 6:56,00 | 4       | 10             |
| Парные четвёрки      |                                |                       |                       |                       |                  |                  |                  |               |               |               |               |               |               |         |         |                |
| Четвёрки, лёгкий вес |                                |                       |                       |                       |                  |                  |                  |               |               |               |               |               |               |         |         |                |
| Восьмерки            |                                |                       |                       |                       |                  |                  |                  |               |               |               |               |               |               |         |         |                |

Женщины
| Соревнование    | Спортсмены                         | Отборочная гонка | Отборочная гонка | Четвертьфинал/ Дополнительная гонка | Четвертьфинал/ Дополнительная гонка | Полуфинал | Полуфинал | Финал | Финал |
| Соревнование    | Спортсмены                         | Время            | Место            | Время                               | Место                               | Время     | Место     | Время | Место |
| --------------- | ---------------------------------- | ---------------- | ---------------- | ----------------------------------- | ----------------------------------- | --------- | --------- | ----- | ----- |
| Парные двойки   | Юлия Михальская Магдалена Фуларчик |                  |                  |                                     |                                     |           |           |       |       |
| Парные четвёрки |                                    |                  |                  |                                     |                                     |           |           |       |       |

### Бадминтон
Спортсменов — 6
Мужчины
| Соревнование     | Спортсмены               | Групповой этап | Групповой этап | Групповой этап | 1/8 финала    | 1/4 финала    | 1/2 финала    | Финал         | Финал |
| Соревнование     | Спортсмены               | 1 матч         | 2 матч         | 3 матч         | 1/8 финала    | 1/4 финала    | 1/2 финала    | Финал         | Финал |
| Соревнование     | Спортсмены               | Соперник Счёт  | Соперник Счёт  | Соперник Счёт  | Соперник Счёт | Соперник Счёт | Соперник Счёт | Соперник Счёт | Место |
| ---------------- | ------------------------ | -------------- | -------------- | -------------- | ------------- | ------------- | ------------- | ------------- | ----- |
| Одиночный разряд | Пшемыслав Ваха           |                |                |                |               |               |               |               |       |
| Парный разряд    | Адам Цвалина Михал Логош |                |                |                |               |               |               |               |       |

Женщины
| Соревнование     | Спортсмены      | Групповой этап | Групповой этап | Групповой этап | 1/8 финала    | 1/4 финала    | 1/2 финала    | Финал         | Финал |
| Соревнование     | Спортсмены      | 1 матч         | 2 матч         | 3 матч         | 1/8 финала    | 1/4 финала    | 1/2 финала    | Финал         | Финал |
| Соревнование     | Спортсмены      | Соперник Счёт  | Соперник Счёт  | Соперник Счёт  | Соперник Счёт | Соперник Счёт | Соперник Счёт | Соперник Счёт | Место |
| ---------------- | --------------- | -------------- | -------------- | -------------- | ------------- | ------------- | ------------- | ------------- | ----- |
| Одиночный разряд | Камила Аугустин |                |                |                |               |               |               |               |       |

Микст
| Соревнование | Спортсмены                   | Групповой этап | Групповой этап | Групповой этап | 1/8 финала    | 1/4 финала    | 1/2 финала    | Финал         | Финал |
| Соревнование | Спортсмены                   | 1 матч         | 2 матч         | 3 матч         | 1/8 финала    | 1/4 финала    | 1/2 финала    | Финал         | Финал |
| Соревнование | Спортсмены                   | Соперник Счёт  | Соперник Счёт  | Соперник Счёт  | Соперник Счёт | Соперник Счёт | Соперник Счёт | Соперник Счёт | Место |
| ------------ | ---------------------------- | -------------- | -------------- | -------------- | ------------- | ------------- | ------------- | ------------- | ----- |
| Микст        | Робрт Матеусяк Надежда Зенба |                |                |                |               |               |               |               |       |

### Борьба
Спортсменов — 4
Мужчины
Греко-римская борьба
| Соревнование | Спортсмены        | Первый раунд       | Второй раунд       | Четвертьфинал      | Полуфинал          | Финал              |
| Соревнование | Спортсмены        | Соперник Результат | Соперник Результат | Соперник Результат | Соперник Результат | Соперник Результат |
| ------------ | ----------------- | ------------------ | ------------------ | ------------------ | ------------------ | ------------------ |
| до 84 кг     | Дамиан Яниковский |                    |                    |                    |                    |                    |
| до 120 кг    | Лукаш Банак       |                    |                    |                    |                    |                    |

Женщины
Вольная борьба
| Соревнование | Спортсмены       | Первый раунд       | Второй раунд       | Четвертьфинал      | Полуфинал          | Финал              |
| Соревнование | Спортсмены       | Соперник Результат | Соперник Результат | Соперник Результат | Соперник Результат | Соперник Результат |
| ------------ | ---------------- | ------------------ | ------------------ | ------------------ | ------------------ | ------------------ |
| до 48 кг     | Ивона Матковская |                    |                    |                    |                    |                    |
| до 63 кг     | Моника Михалик   |                    |                    |                    |                    |                    |

### Велоспорт
Спортсменов —

#### Шоссейный велоспорт
Мужчины
| Соревнование     | Спортсмены | Время | Место |
| ---------------- | ---------- | ----- | ----- |
| групповая гонка  |            |       |       |
|                  |            |       |       |
|                  |            |       |       |
| раздельная гонка |            |       |       |

#### Трековый велоспорт
Мужчины
| Соревнование     | Спортсмены | Квалификация | Квалификация | Первый раунд   | Второй раунд   | 1\4 финала     | 1\2 финала     | Финал Матч за 3-е место | Место |
| Соревнование     | Спортсмены | Время        | Место        | Соперник Время | Соперник Время | Соперник Время | Соперник Время | Соперник Время Очки     | Место |
| ---------------- | ---------- | ------------ | ------------ | -------------- | -------------- | -------------- | -------------- | ----------------------- | ----- |
| Спринт           |            |              |              |                |                |                |                |                         |       |
| Перезаезд        |            |              |              |                |                |                |                |                         |       |
| Командный спринт |            |              |              |                |                |                |                |                         |       |
| Кейрин           |            |              |              |                |                |                |                |                         |       |
| Перезаезд        |            |              |              |                |                |                |                |                         |       |

Женщины
| Соревнование | Спортсмены | Квалификация | Квалификация | Первый раунд   | Второй раунд   | 1\4 финала     | 1\2 финала     | Финал Матч за 3-е место | Место |
| Соревнование | Спортсмены | Время        | Место        | Соперник Время | Соперник Время | Соперник Время | Соперник Время | Соперник Время Очки     | Место |
| ------------ | ---------- | ------------ | ------------ | -------------- | -------------- | -------------- | -------------- | ----------------------- | ----- |
| Омниум       |            |              |              |                |                |                |                |                         |       |

### Водные виды спорта

#### Плавание
Спортсменов — 8
В следующий раунд на каждой дистанции проходят лучшие спортсмены по времени, независимо от места занятого в своём заплыве.
Мужчины
| Соревнование                 | Спортсмен          | Предварительные заплывы | Предварительные заплывы | Полуфиналы           | Полуфиналы           | Финал                | Финал                |
| Соревнование                 | Спортсмен          | Результат               | Место                   | Результат            | Место                | Результат            | Место                |
| ---------------------------- | ------------------ | ----------------------- | ----------------------- | -------------------- | -------------------- | -------------------- | -------------------- |
| 50 м вольный стиль           | Кацпер Майхшак     | 23,00                   | 33                      | Завершил выступление | Завершил выступление | Завершил выступление | Завершил выступление |
| 100 м вольный стиль          | Конрад Черняк      |                         |                         |                      |                      |                      |                      |
| 1500 м вольный стиль         | Матеуш Савримович  |                         |                         |                      |                      |                      |                      |
| 200 м на спине               | Радослав Кавецкий  |                         |                         |                      |                      |                      |                      |
| 100 м баттерфляй             | Конрад Черняк      |                         |                         |                      |                      |                      |                      |
| 200 м баттерфляй             | Марцин Чеслак      |                         |                         |                      |                      |                      |                      |
| 200 м баттерфляй             | Павел Корженёвский |                         |                         |                      |                      |                      |                      |
| 200 м комплекс               | Марцин Чеслак      |                         |                         |                      |                      |                      |                      |
| 4×100 метров комбинированная |                    |                         |                         |                      |                      |                      |                      |

Женщины
| Соревнование       | Спортсмен       | Предварительные заплывы | Предварительные заплывы | Полуфиналы | Полуфиналы | Финал     | Финал |
| Соревнование       | Спортсмен       | Результат               | Место                   | Результат  | Место      | Результат | Место |
| ------------------ | --------------- | ----------------------- | ----------------------- | ---------- | ---------- | --------- | ----- |
| 50 м вольный стиль | Анна Довгерт    |                         |                         |            |            |           |       |
| 200 м на спине     | Алисья Чорз     |                         |                         |            |            |           |       |
| 200 м баттерфляй   | Отыля Енджейчак |                         |                         |            |            |           |       |

### Волейбол
Мужчины
На игры квалифицировалась мужская сборная Польши в составе 12 человек.

### Гимнастика
Спортсменов — 3

#### Спортивная гимнастика
Мужчины
| Соревнование          | Спортсмен    | Вольные упражнения | Вольные упражнения | Опорный прыжок | Опорный прыжок | Брусья | Брусья | Перекладина | Перекладина | Кольца | Кольца | Конь | Конь  | Абсолютное первенство | Абсолютное первенство |
| Соревнование          | Спортсмен    | Очки               | Место              | Очки           | Место          | Очки   | Место  | Очки        | Место       | Очки   | Место  | Очки | Место | Очки                  | Место                 |
| --------------------- | ------------ | ------------------ | ------------------ | -------------- | -------------- | ------ | ------ | ----------- | ----------- | ------ | ------ | ---- | ----- | --------------------- | --------------------- |
| абсолютное первенство | Роман Кулеша |                    |                    |                |                |        |        |             |             |        |        |      |       |                       |                       |

Женщины
| Соревнование          | Спортсмен          | Вольные упражнения | Вольные упражнения | Бревно | Бревно | Брусья | Брусья | Опорный прыжок | Опорный прыжок | Абсолютное первенство | Абсолютное первенство |
| Соревнование          | Спортсмен          | Очки               | Место              | Очки   | Место  | Очки   | Место  | Очки           | Место          | Очки                  | Место                 |
| --------------------- | ------------------ | ------------------ | ------------------ | ------ | ------ | ------ | ------ | -------------- | -------------- | --------------------- | --------------------- |
| абсолютное первенство | Марта Пихан-Кулеша |                    |                    |        |        |        |        |                |                |                       |                       |

#### Художественная гимнастика
Женщины
| Соревнование              | Спортсменки   | Квалификация | Квалификация | Финал | Финал |
| Соревнование              | Спортсменки   | Очки         | Место        | Очки  | Место |
| ------------------------- | ------------- | ------------ | ------------ | ----- | ----- |
| индивидуальное многоборье | Йоанна Митрош |              |              |       |       |

### Гребля на байдарках и каноэ
Спортсменов —

#### Гребля на гладкой воде
Мужчины
| Соревнование | Спортсмены | Предварительный этап | Предварительный этап | Полуфиналы | Полуфиналы | Финал | Финал |
| Соревнование | Спортсмены | Время                | Место                | Время      | Место      | Время | Место |
| ------------ | ---------- | -------------------- | -------------------- | ---------- | ---------- | ----- | ----- |
| Б-1, 200 м   |            |                      |                      |            |            |       |       |
| К-1, 200 м   |            |                      |                      |            |            |       |       |

Женщины
| Соревнование | Спортсмены | Предварительный этап | Предварительный этап | Полуфиналы | Полуфиналы | Финал | Финал |
| Соревнование | Спортсмены | Время                | Место                | Время      | Место      | Время | Место |
| ------------ | ---------- | -------------------- | -------------------- | ---------- | ---------- | ----- | ----- |
| Б-1, 200 м   |            |                      |                      |            |            |       |       |
| Б-2, 500 м   |            |                      |                      |            |            |       |       |

#### Гребной слалом
Мужчины
| Соревнование | Спортсмены      | Предварительный этап | Предварительный этап | Предварительный этап | Предварительный этап | Предварительный этап | Предварительный этап | Предварительный этап | Полуфинал | Полуфинал | Полуфинал | Полуфинал | Финал     | Финал     | Финал     | Финал     |
| Соревнование | Спортсмены      | 1 попытка            | 1 попытка            | 1 попытка            | 2 попытка            | 2 попытка            | 2 попытка            | Место                | Полуфинал | Полуфинал | Полуфинал | Полуфинал | Финал     | Финал     | Финал     | Финал     |
| Соревнование | Спортсмены      | Время                | Штраф                | Итог                 | Время                | Штраф                | Итог                 | Место                | Время     | Штраф     | Итог      | Место     | Время     | Штраф     | Итог      | Место     |
| ------------ | --------------- | -------------------- | -------------------- | -------------------- | -------------------- | -------------------- | -------------------- | -------------------- | --------- | --------- | --------- | --------- | --------- | --------- | --------- | --------- |
| Б-1          |                 |                      |                      |                      |                      |                      |                      |                      |           |           |           |           |           |           |           |           |
| К-1          | Гжегож Кильянек | 99,03                | 2                    | 101,03               | 93,50                | 0                    | 93,50                | 8                    | 102,14    | 4         | 106,14    | 9         | Не прошёл | Не прошёл | Не прошёл | Не прошёл |
| К-2          |                 |                      |                      |                      |                      |                      |                      |                      |           |           |           |           |           |           |           |           |

Женщины
| Соревнование | Спортсмены | Предварительный этап | Предварительный этап | Предварительный этап | Предварительный этап | Предварительный этап | Предварительный этап | Предварительный этап | Полуфинал | Полуфинал | Полуфинал | Полуфинал | Финал | Финал | Финал | Финал |
| Соревнование | Спортсмены | 1 попытка            | 1 попытка            | 1 попытка            | 2 попытка            | 2 попытка            | 2 попытка            | Место                | Полуфинал | Полуфинал | Полуфинал | Полуфинал | Финал | Финал | Финал | Финал |
| Соревнование | Спортсмены | Время                | Штраф                | Итог                 | Время                | Штраф                | Итог                 | Место                | Время     | Штраф     | Итог      | Место     | Время | Штраф | Итог  | Место |
| ------------ | ---------- | -------------------- | -------------------- | -------------------- | -------------------- | -------------------- | -------------------- | -------------------- | --------- | --------- | --------- | --------- | ----- | ----- | ----- | ----- |
| Б-1          |            |                      |                      |                      |                      |                      |                      |                      |           |           |           |           |       |       |       |       |

### Дзюдо
Спортсменов — 6
Мужчины
| Категория    | Спортсмен    | Турнир       | 1/16 финала        | 1/8 финала         | Четвертьфинал      | Полуфинал          | Финал              | Место |
| Категория    | Спортсмен    | Турнир       | Соперник Результат | Соперник Результат | Соперник Результат | Соперник Результат | Соперник Результат | Место |
| ------------ | ------------ | ------------ | ------------------ | ------------------ | ------------------ | ------------------ | ------------------ | ----- |
| до 66 кг     |              | За 1-е место |                    |                    |                    |                    |                    |       |
| до 66 кг     | За 3-е место |              |                    |                    |                    |                    |                    |       |
| до 73 кг     |              | За 1-е место |                    |                    |                    |                    |                    |       |
| до 73 кг     | За 3-е место |              |                    |                    |                    |                    |                    |       |
| свыше 100 кг |              | За 1-е место |                    |                    |                    |                    |                    |       |
| свыше 100 кг | За 3-е место |              |                    |                    |                    |                    |                    |       |

Женщины
| Категория   | Спортсмен         | Турнир       | 1/16 финала        | 1/8 финала         | Четвертьфинал      | Полуфинал          | Финал              | Место |
| Категория   | Спортсмен         | Турнир       | Соперник Результат | Соперник Результат | Соперник Результат | Соперник Результат | Соперник Результат | Место |
| ----------- | ----------------- | ------------ | ------------------ | ------------------ | ------------------ | ------------------ | ------------------ | ----- |
| до 70 кг    | Катаржина Клис    | За 1-е место |                    |                    |                    |                    |                    |       |
| до 70 кг    | Катаржина Клис    | За 3-е место |                    |                    |                    |                    |                    |       |
| до 78 кг    | Дарья Погоржелец  | За 1-е место |                    |                    |                    |                    |                    |       |
| до 78 кг    | Дарья Погоржелец  | За 3-е место |                    |                    |                    |                    |                    |       |
| свыше 78 кг | Урсула Садковская | За 1-е место |                    |                    |                    |                    |                    |       |
| свыше 78 кг | Урсула Садковская | За 3-е место |                    |                    |                    |                    |                    |       |

### Конный спорт

#### Выездка
| Соревнование              | Спортсмены | Большой Приз | Большой Приз | Переездка Большого Приза | Переездка Большого Приза | КЮР Большого Приза | КЮР Большого Приза | Всего     | Всего |
| Соревнование              | Спортсмены | Результат    | Место        | Результат                | Место                    | Результат          | Место              | Результат | Место |
| ------------------------- | ---------- | ------------ | ------------ | ------------------------ | ------------------------ | ------------------ | ------------------ | --------- | ----- |
| Индивидуальное первенство |            |              |              |                          |                          |                    |                    |           |       |
|                           |            |              |              |                          |                          |                    |                    |           |       |

### Лёгкая атлетика
Спортсменов —
Мужчины
| Дисциплина      | Спортсмен | Предварительный раунд | Предварительный раунд | Четвертьфиналы | Четвертьфиналы | Полуфиналы | Полуфиналы | Финал     | Финал |
| Дисциплина      | Спортсмен | Результат             | Место                 | Результат      | Место          | Результат  | Место      | Результат | Место |
| --------------- | --------- | --------------------- | --------------------- | -------------- | -------------- | ---------- | ---------- | --------- | ----- |
| 100 м           |           |                       |                       |                |                |            |            |           |       |
| 400 м           |           |                       |                       |                |                |            |            |           |       |
| 800 м           |           |                       |                       |                |                |            |            |           |       |
|                 |           |                       |                       |                |                |            |            |           |       |
|                 |           |                       |                       |                |                |            |            |           |       |
| 1500 м          |           |                       |                       |                |                |            |            |           |       |
| 110 м с/б       |           |                       |                       |                |                |            |            |           |       |
| 3 000 м с/п     |           |                       |                       |                |                |            |            |           |       |
| марафон         |           |                       |                       |                |                |            |            |           |       |
|                 |           |                       |                       |                |                |            |            |           |       |
|                 |           |                       |                       |                |                |            |            |           |       |
| ходьба на 20 км |           |                       |                       |                |                |            |            |           |       |
|                 |           |                       |                       |                |                |            |            |           |       |
|                 |           |                       |                       |                |                |            |            |           |       |
| ходьба на 50 км |           |                       |                       |                |                |            |            |           |       |
|                 |           |                       |                       |                |                |            |            |           |       |
|                 |           |                       |                       |                |                |            |            |           |       |
| прыжки в длину  |           |                       |                       |                |                |            |            |           |       |
| прыжки с шестом |           |                       |                       |                |                |            |            |           |       |
|                 |           |                       |                       |                |                |            |            |           |       |
|                 |           |                       |                       |                |                |            |            |           |       |
| толкание ядра   |           |                       |                       |                |                |            |            |           |       |
| метание диска   |           |                       |                       |                |                |            |            |           |       |
| метание копья   |           |                       |                       |                |                |            |            |           |       |
|                 |           |                       |                       |                |                |            |            |           |       |
| метание молота  |           |                       |                       |                |                |            |            |           |       |
|                 |           |                       |                       |                |                |            |            |           |       |

Женщины
| Дисциплина      | Спортсмен | Предварительный раунд | Предварительный раунд | Четвертьфиналы | Четвертьфиналы | Полуфиналы | Полуфиналы | Финал     | Финал |
| Дисциплина      | Спортсмен | Результат             | Место                 | Результат      | Место          | Результат  | Место      | Результат | Место |
| --------------- | --------- | --------------------- | --------------------- | -------------- | -------------- | ---------- | ---------- | --------- | ----- |
| 100 м           |           |                       |                       |                |                |            |            |           |       |
| 200 м           |           |                       |                       |                |                |            |            |           |       |
| 400 м           |           |                       |                       |                |                |            |            |           |       |
| 800 м           |           |                       |                       |                |                |            |            |           |       |
| 1 500 м         |           |                       |                       |                |                |            |            |           |       |
| 5 000 м         |           |                       |                       |                |                |            |            |           |       |
| 100 м с/б       |           |                       |                       |                |                |            |            |           |       |
| 400 м с/б       |           |                       |                       |                |                |            |            |           |       |
| 3 000 м с/п     |           |                       |                       |                |                |            |            |           |       |
| марафон         |           |                       |                       |                |                |            |            |           |       |
|                 |           |                       |                       |                |                |            |            |           |       |
|                 |           |                       |                       |                |                |            |            |           |       |
| ходьба на 20 км |           |                       |                       |                |                |            |            |           |       |
|                 |           |                       |                       |                |                |            |            |           |       |
|                 |           |                       |                       |                |                |            |            |           |       |
| прыжки в длину  |           |                       |                       |                |                |            |            |           |       |
| тройной прыжок  |           |                       |                       |                |                |            |            |           |       |
| прыжки в высоту |           |                       |                       |                |                |            |            |           |       |
| прыжки с шестом |           |                       |                       |                |                |            |            |           |       |
|                 |           |                       |                       |                |                |            |            |           |       |
| метание диска   |           |                       |                       |                |                |            |            |           |       |
| метание молота  |           |                       |                       |                |                |            |            |           |       |
| семиборье       |           |                       |                       |                |                |            |            |           |       |

### Настольный теннис
Спортсменов — 4
Соревнования по настольному теннису проходили по системе плей-офф. Каждый матч продолжался до тех пор, пока один из теннисистов не выигрывал 4 партии. Сильнейшие 16 спортсменов начинали соревнования с третьего раунда, следующие 16 по рейтингу стартовали со второго раунда.
Мужчины
| Соревнование     | Спортсмены      | Квалификация       | Первый раунд             | Второй раунд                | Третий раунд         | 1/8 финала           | Четвертьфинал        | Полуфинал            | Финал                | Место |
| Соревнование     | Спортсмены      | Соперник Результат | Соперник Результат       | Соперник Результат          | Соперник Результат   | Соперник Результат   | Соперник Результат   | Соперник Результат   | Соперник Результат   | Место |
| ---------------- | --------------- | ------------------ | ------------------------ | --------------------------- | -------------------- | -------------------- | -------------------- | -------------------- | -------------------- | ----- |
| Одиночный разряд | Ван Цзэнъи (39) | Не участвовал      | У. Ояма (BRA) (59) В 4:3 | Хэ Чживэнь (ESP) (30) П 3:4 | Завершил выступление | Завершил выступление | Завершил выступление | Завершил выступление | Завершил выступление | 33    |

Женщины
| Соревнование     | Спортсмены                                    | Предварительный раунд | Первый раунд       | Второй раунд       | Третий раунд       | Четвёртый раунд    | Четвертьфинал      | Полуфинал          | Финал              |
| Соревнование     | Спортсмены                                    | Соперник Результат    | Соперник Результат | Соперник Результат | Соперник Результат | Соперник Результат | Соперник Результат | Соперник Результат | Соперник Результат |
| ---------------- | --------------------------------------------- | --------------------- | ------------------ | ------------------ | ------------------ | ------------------ | ------------------ | ------------------ | ------------------ |
| Одиночный разряд | Ли Цянь                                       |                       |                    |                    |                    |                    |                    |                    |                    |
| Одиночный разряд | Наталья Партыка                               |                       |                    |                    |                    |                    |                    |                    |                    |
| Командный разряд | Ли Цянь Наталья Партыка Катаржина Гржибовская |                       |                    |                    |                    |                    |                    |                    |                    |

### Парусный спорт
Спортсменов — 11
Соревнования по парусному спорту в каждом из классов состояли из 10 гонок, за исключением класса 49er, где проводилось 15 заездов. В каждой гонке спортсмены стартовали одновременно. Победителем каждой из гонок становился экипаж, первым пересекший финишную черту. Количество очков, идущих в общий зачёт, соответствовало занятому командой месту. 10 лучших экипажей по результатам 10 гонок попадали в медальную гонку, результаты которой также шли в общий зачёт. В медальной гонке, очки, полученные экипажем удваивались. В случае если участник соревнований не смог завершить гонку ему начислялось количество очков, равное количеству участников плюс один. При итоговом подсчёте очков не учитывался худший результат, показанный экипажем в одной из гонок. Сборная, набравшая наименьшее количество очков, становится олимпийским чемпионом.
Мужчины
| Класс    | Спортсмены           | Гонка | Гонка | Гонка | Гонка | Гонка | Гонка | Гонка | Гонка | Гонка | Гонка | Гонка | Очки | Место |
| Класс    | Спортсмены           | 1     | 2     | 3     | 4     | 5     | 6     | 7     | 8     | 9     | 10    | M     | Очки | Место |
| -------- | -------------------- | ----- | ----- | ----- | ----- | ----- | ----- | ----- | ----- | ----- | ----- | ----- | ---- | ----- |
| RS:X     | Пшемыслав Мярчинский | 2     | 2     | 7     | 4     | 13    | 3     | 7     | 4     | 13    | 10    | 8     | 60   | 3     |
| Лазер    |                      |       |       |       |       |       |       |       |       |       |       |       |      |       |
| Звёздный |                      |       |       |       |       |       |       |       |       |       |       |       |      |       |
| Финн     |                      |       |       |       |       |       |       |       |       |       |       |       |      |       |

Женщины
| Класс        | Спортсмены | Гонка | Гонка | Гонка | Гонка | Гонка | Гонка | Гонка | Гонка | Гонка | Гонка | Гонка | Очки | Место |
| Класс        | Спортсмены | 1     | 2     | 3     | 4     | 5     | 6     | 7     | 8     | 9     | 10    | M     | Очки | Место |
| ------------ | ---------- | ----- | ----- | ----- | ----- | ----- | ----- | ----- | ----- | ----- | ----- | ----- | ---- | ----- |
| RS:X         |            |       |       |       |       |       |       |       |       |       |       |       |      |       |
| 470          |            |       |       |       |       |       |       |       |       |       |       |       |      |       |
| Лазер Радиал |            |       |       |       |       |       |       |       |       |       |       |       |      |       |

Открытый класс
| Класс | Спортсмены | Гонка | Гонка | Гонка | Гонка | Гонка | Гонка | Гонка | Гонка | Гонка | Гонка | Гонка | Гонка | Гонка | Гонка | Гонка | Гонка | Очки | Место |
| Класс | Спортсмены | 1     | 2     | 3     | 4     | 5     | 6     | 7     | 8     | 9     | 10    | 11    | 12    | 13    | 14    | 15    | M     | Очки | Место |
| ----- | ---------- | ----- | ----- | ----- | ----- | ----- | ----- | ----- | ----- | ----- | ----- | ----- | ----- | ----- | ----- | ----- | ----- | ---- | ----- |
| 49er  |            |       |       |       |       |       |       |       |       |       |       |       |       |       |       |       |       |      |       |

Использованы следующие сокращения:
- M — медальная гонка

### Современное пятиборье
Спортсменов — 3
Современное пятиборье включает в себя: стрельбу, плавание, фехтование, верховую езду и бег. Впервые в истории соревнования по современному пятиборью проводились в новом формате. Бег и стрельба были объединены в один вид — комбайн. В комбайне спортсмены стартовали с гандикапом, набранным за предыдущие три дисциплины (4 очка = 1 секунда). Олимпийским чемпионом становится спортсмен, который пересекает финишную линию первым.
Мужчины
| Соревнование              | Спортсмены       | Фехтование | Фехтование | Фехтование | Плавание | Плавание | Плавание | Верховая езда | Верховая езда | Верховая езда | Комбайн  | Комбайн | Комбайн | Всего     | Всего |
| Соревнование              | Спортсмены       | Побед      | Очки       | Место      | Время    | Очки     | Место    | Штраф         | Очки          | Место         | Время    | Очки    | Место   | Результат | Место |
| ------------------------- | ---------------- | ---------- | ---------- | ---------- | -------- | -------- | -------- | ------------- | ------------- | ------------- | -------- | ------- | ------- | --------- | ----- |
| Индивидуальное первенство | Шимон Стаськевич | 14         | 736        | 29         | 2:11,54  | 1224     | 30       | 20            | 1180          | 4             | 10:56,31 | 2376    | 18      | 5516      | 24    |

Женщины
| Соревнование      | Спортсмены           | Фехтование | Фехтование | Фехтование | Плавание  | Плавание | Плавание | Верховая езда | Верховая езда | Верховая езда | Комбайн   | Комбайн | Комбайн | Всего     | Всего |
| Соревнование      | Спортсмены           | Уколы      | Очки       | Место      | Результат | Очки     | Место    | Результат     | Очки          | Место         | Результат | Очки    | Место   | Результат | Место |
| ----------------- | -------------------- | ---------- | ---------- | ---------- | --------- | -------- | -------- | ------------- | ------------- | ------------- | --------- | ------- | ------- | --------- | ----- |
| Личное первенство | Сильвия Гавликовская |            |            |            |           |          |          |               |               |               |           |         |         |           |       |
| Личное первенство | Катаржина Войчик     |            |            |            |           |          |          |               |               |               |           |         |         |           |       |

### Стрельба
Женщины
| Соревнование                       | Спортсмены | Квалификация | Квалификация | Финал | Всего     | Всего |
| Соревнование                       | Спортсмены | Результат    | Место        | Финал | Результат | Место |
| ---------------------------------- | ---------- | ------------ | ------------ | ----- | --------- | ----- |
| Винтовка с трёх позиций, 50 метров |            |              |              |       |           |       |
| Пневматическая винтовка, 10 метров |            |              |              |       |           |       |
|                                    |            |              |              |       |           |       |
| Пневматический пистолет, 10 метров |            |              |              |       |           |       |

### Стрельба из лука
Спортсменов — 2
Мужчины
| Соревнование              | Спортсмены           | Квалификация | Квалификация | 1/32 финала                | 1/16 финала        | 1/8 финала         | Четвертьфинал      | Полуфинал          | Финал              |
| Соревнование              | Спортсмены           | Результат    | Место        | Соперник Результат         | Соперник Результат | Соперник Результат | Соперник Результат | Соперник Результат | Соперник Результат |
| ------------------------- | -------------------- | ------------ | ------------ | -------------------------- | ------------------ | ------------------ | ------------------ | ------------------ | ------------------ |
| Индивидуальное первенство | Рафаль Добровольский | 672          | 14           | Даниэль Резенде (BRA) (51) |                    |                    |                    |                    |                    |

Женщины
| Соревнование              | Спортсмены     | Квалификация | Квалификация | 1/32 финала         | 1/16 финала        | 1/8 финала         | Четвертьфинал      | Полуфинал          | Финал              |
| Соревнование              | Спортсмены     | Результат    | Место        | Соперник Результат  | Соперник Результат | Соперник Результат | Соперник Результат | Соперник Результат | Соперник Результат |
| ------------------------- | -------------- | ------------ | ------------ | ------------------- | ------------------ | ------------------ | ------------------ | ------------------ | ------------------ |
| Индивидуальное первенство | Наталья Лесняк | 639          | 38           | Сюй Цзин (CHN) (27) |                    |                    |                    |                    |                    |

### Тхэквондо
Спортсменов — 1
Мужчины
| Соревнование | Спортсмен       | Турнир       | 1/8 финала                     | Четвертьфинал      | Полуфинал          | Финал              |
| Соревнование | Спортсмен       | Турнир       | Соперник Результат             | Соперник Результат | Соперник Результат | Соперник Результат |
| ------------ | --------------- | ------------ | ------------------------------ | ------------------ | ------------------ | ------------------ |
| до 68 кг     | Михал Лоневский | За 1-е место | Рохулла Никпай (AFG) пор. 5—12 | Не прошел          | Не прошел          | Не прошел          |
| до 68 кг     | Михал Лоневский | За 3-е место |                                |                    |                    |                    |

### Тяжёлая атлетика
Спортсменов — 9
Мужчины
| Категория | Спортсмен         | Вес    | Рывок | Рывок | Рывок | Толчок | Толчок | Толчок | Всего | Место |
| Категория | Спортсмен         | Вес    | 1     | 2     | 3     | 1      | 2      | 3      | Всего | Место |
| --------- | ----------------- | ------ | ----- | ----- | ----- | ------ | ------ | ------ | ----- | ----- |
| до 77 кг  | Кшиштоф Зварыч    | 76.97  | 150   | 153   | 154   | 182    | 182    | 189    | 332   | 7     |
| до 85 кг  | Адриан Зелиньский | 84.62  | 170   | 174   | 176   | 206    | 206    | 211    | 385   | 1     |
| до 94 кг  | Арсен Касабиев    | 93.56  | 170   | 174   | 174   | —      | —      | —      | —     | —     |
| до 94 кг  | Томаш Зелиньский  | 93.61  | 167   | 172   | 175   | 208    | 210    | 215    | 385   | 3     |
| до 105 кг | Бартломей Бонк    | 104.01 | 185   | 188   | 190   | 219    | 220    | 225    | 410   | 3     |
| до 105 кг | Марцин Доленга    | 104.01 | 190   | 190   | 190   | —      | —      | —      | —     | —     |

Женщины
| Категория | Спортсмен              | Вес   | Рывок | Рывок | Рывок | Толчок | Толчок | Толчок | Всего | Место |
| Категория | Спортсмен              | Вес   | 1     | 2     | 3     | 1      | 2      | 3      | Всего | Место |
| --------- | ---------------------- | ----- | ----- | ----- | ----- | ------ | ------ | ------ | ----- | ----- |
| до 53 кг  | Йоанна Лоховская       | 52.57 | 84    | 87    | 87    | 104    | 107    | 110    | 191   | 13    |
| до 53 кг  | Александра Клейновская | 52.67 | 83    | 84    | 86    | 108    | 112    | 113    | 196   | 7     |
| до 75 кг  | Ева Миздаль            | 70.58 | 100   | 102   | 104   | 127    | 132    | 133    | 231   | 7     |

### Фехтование
Спортсменов — 7
В индивидуальных соревнованиях спортсмены сражаются три раунда по три минуты, либо до того момента, как один из спортсменов нанесёт 15 уколов. В командных соревнованиях поединок идёт 9 раундов по 3 минуты каждый, либо до 45 уколов. Если по окончании времени в поединке зафиксирован ничейный результат, то назначается дополнительная минута до «золотого» укола.
Мужчины
| Соревнование         | Спортсмены         | 1/32 финала        | 1/16 финала                    | 1/8 финала           | Четвертьфиналы       | Полуфиналы           | Финал матч за 3-е место | Место |
| Соревнование         | Спортсмены         | Соперник Результат | Соперник Результат             | Соперник Результат   | Соперник Результат   | Соперник Результат   | Соперник Результат      | Место |
| -------------------- | ------------------ | ------------------ | ------------------------------ | -------------------- | -------------------- | -------------------- | ----------------------- | ----- |
| Индивидуальная шпага | Радослав Завротняк |                    | Александр Бузе (SEN) пор. 9:15 | Завершил выступление | Завершил выступление | Завершил выступление | Завершил выступление    | 17    |
| Индивидуальная сабля | Адам Скродзкий     |                    |                                |                      |                      |                      |                         |       |

Женщины
| Соревнование          | Спортсмены           | 1/16 финала        | 1/8 финала         | Четвертьфиналы     | Полуфиналы         | Матч за 3-е место  | Финал              | Место |
| Соревнование          | Спортсмены           | Соперник Результат | Соперник Результат | Соперник Результат | Соперник Результат | Соперник Результат | Соперник Результат | Место |
| --------------------- | -------------------- | ------------------ | ------------------ | ------------------ | ------------------ | ------------------ | ------------------ | ----- |
| Индивидуальная шпага  | Магдалена Пекарска   |                    |                    |                    |                    |                    |                    |       |
| Индивидуальная рапира | Сильвия Грухала      |                    |                    |                    |                    |                    |                    |       |
| Индивидуальная рапира | Малгоржата Войтковяк |                    |                    |                    |                    |                    |                    |       |
| Индивидуальная рапира | Мартина Синорадзкая  |                    |                    |                    |                    |                    |                    |       |
| Командная рапира      |                      |                    |                    |                    |                    |                    |                    |       |
| Индивидуальная сабля  | Александра Соха      |                    |                    |                    |                    |                    |                    |       |